# Адміністративний устрій Білопільського району
Адміністративний устрій Білопільського району — адміністративно-територіальний поділ Білопільського району Сумської області на 1 міську,1 селищну, 1 сільську громади, 1 міську раду, 1 селищну раду і 8 сільські ради, які об'єднують 126 населених пунктів та підпорядковані Білопільській районній раді. Адміністративний центр — місто Білопілля.

## Список громадБілопільського району
- Білопільська міська громада
- Миколаївська селищна громада
- Річківська сільська громада

## Список радБілопільського району
| №  | Назва                              | Центр                 | Населені пункти | Площа км² | Місце за площею | Населення (2001), чол. | Місце за населенням |
| -- | ---------------------------------- | --------------------- | --- | --------- | --------------- | ---------------------- | ------------------- |
| 1  | Ворожбянська міська рада           | м. Ворожба            | м. Ворожба |           |                 |                        |                     |
| 2  | Улянівська селищна рада            | смт Улянівка          | смт Улянівка c. Бакша c. Павленкове                                                                                                |           |                 |                        |                     |
| 3  | Воронівська сільська рада          | c. Воронівка          | c. Воронівка c. Дудченки c. Москаленки c. Штанівка c. Янченки                                                                      |           |                 |                        |                     |
| 4  | Ганнівсько-Вирівська сільська рада | c. Ганнівка-Вирівська | c. Ганнівка-Вирівська c. Котенки c. Смоляниківка                                                                                   |           |                 |                        |                     |
| 5  | Гуринівська сільська рада          | c. Гуринівка          | c. Гуринівка c. Бубликове c. Василівщина c. Гиріне c. Кандибине c. Мар'янівка c. Мороча c. Новоіванівка c. Олексенки c. Степанівка |           |                 |                        |                     |
| 6  | Кальченківська сільська рада       | c. Кальченки          | c. Кальченки c. Воронине c. Крижик c. Червоне                                                                                      |           |                 |                        |                     |
| 7  | Куянівська сільська рада           | c. Куянівка           | c. Куянівка c. Йосипове c. Новопетрівка c. Павлівське c. Черванівка                                                                |           |                 |                        |                     |
| 8  | Сергіївська сільська рада          | c. Сергіївка          | c. Сергіївка c. Ганнівське c. Гезівка c. Миколаївка-Тернівська                                                                     |           |                 |                        |                     |
| 9  | Терещенківська сільська рада       | c. Терещенки          | c. Терещенки c. Новоандріївка c. Руденкове c. Садове                                                                               |           |                 |                        |                     |
| 10 | Шкуратівська сільська рада         | c. Шкуратівка         | c. Шкуратівка c. Нагірнівка c. Цимбалівка c. Череватівка                                                                           |           |                 |                        |                     |

* Примітки: м. — місто, с-ще — селище, смт — селище міського типу, с. — село